# Rychnów (województwo zachodniopomorskie)
Rychnów – wieś w Polsce położona w województwie zachodniopomorskim, w powiecie myśliborskim, w gminie Barlinek.
W latach 1975–1998 miejscowość położona była w województwie gorzowskim. W miejscowości funkcjonował klub piłkarski Spartakus Rychnów.